# Municipio de Murray (Minnesota)
El municipio de Murray (en inglés: Murray Township) es un municipio ubicado en el condado de Murray en el estado estadounidense de Minnesota. En el año 2010 tenía una población de 177 habitantes y una densidad poblacional de 1,93 personas por km².

## Geografía
El municipio de Murray se encuentra ubicado en las coordenadas 44°3′48″N 95°37′49″O / 44.06333, -95.63028. Según la Oficina del Censo de los Estados Unidos, el municipio tiene una superficie total de 91.88 km², de la cual 89,6 km² corresponden a tierra firme y (2,48 %) 2,28 km² es agua.

## Demografía
Según el censo de 2010, había 177 personas residiendo en el municipio de Murray. La densidad de población era de 1,93 hab./km². De los 177 habitantes, el municipio de Murray estaba compuesto por el 99,44 % blancos y el 0,56 % eran de una mezcla de razas. Del total de la población el 0 % eran hispanos o latinos de cualquier raza.